# Heilig-Kreuz-Kapelle (Bad Fredeburg)

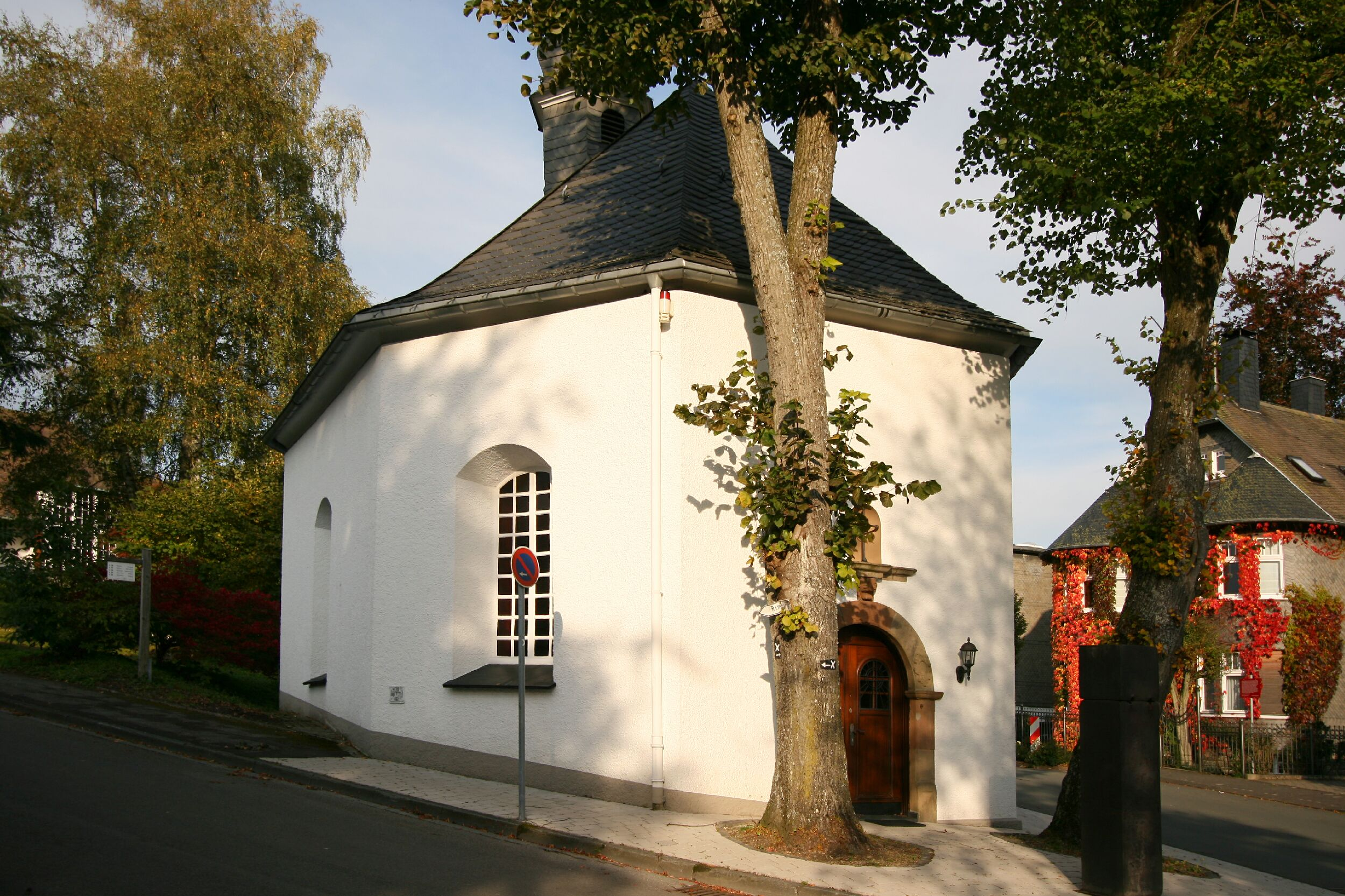
Heilig-Kreuz-Kapelle

Die katholische Kapelle Hl. Kreuz ist ein denkmalgeschütztes Kirchengebäude in Bad Fredeburg, einem Ortsteil von Schmallenberg im Hochsauerlandkreis (Nordrhein-Westfalen).

## Geschichte und Architektur

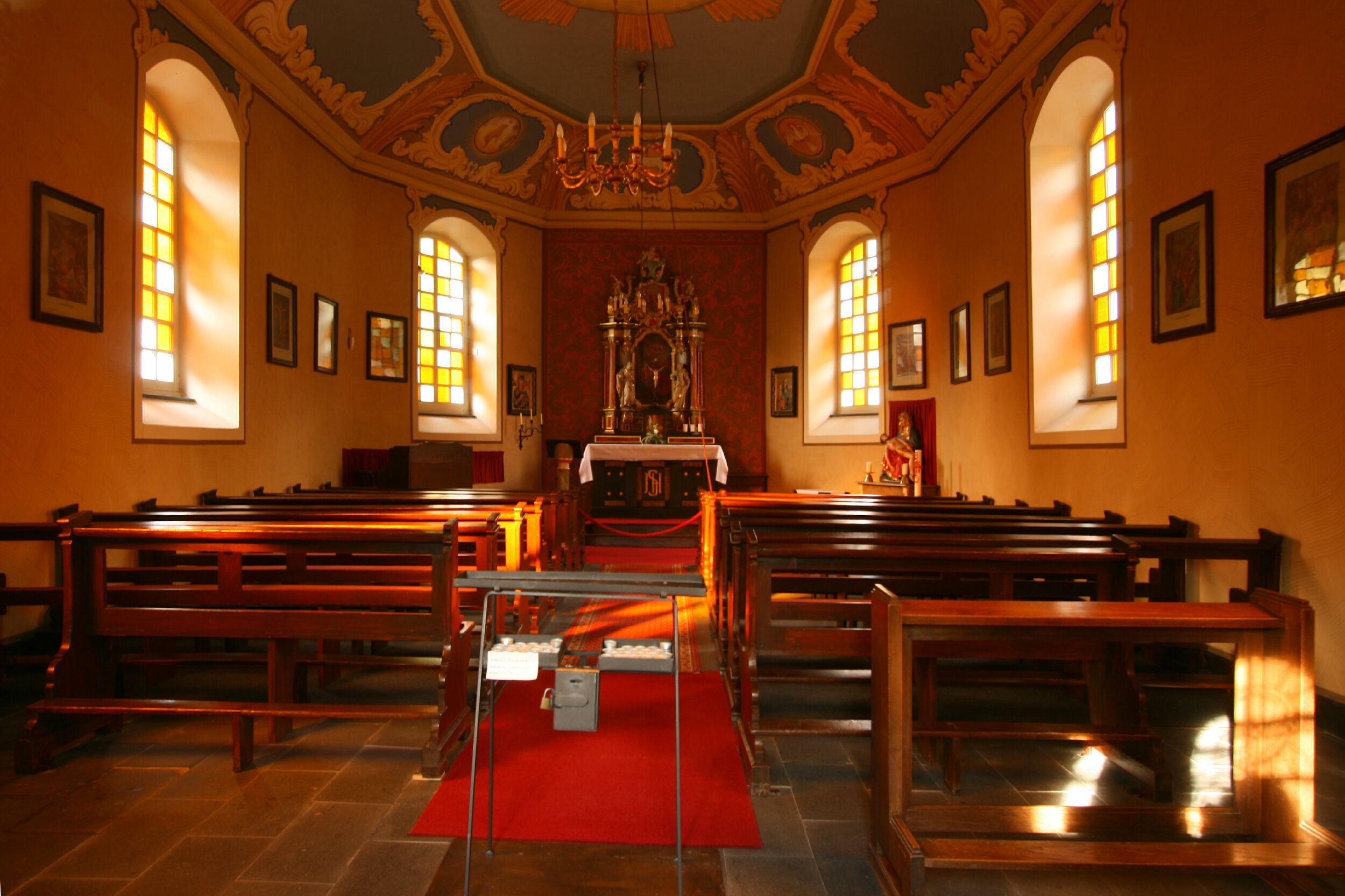
Innenansicht

Der kleine verputzte Saal mit dreiseitigem Schluss im Osten und Westen wurde 1646 geweiht. Der Dachreiter ist zweifach gestuft. 
Über dem Portal befindet sich eine kleine Nische, in der ehemals eine Georgsfigur stand. Der Inschriftstein trägt die Bezeichnung 1502. Im Innenraum wurde eine Voutendecke eingezogen, die Ausmalung ist neubarock.

## Ausstattung
- Bemerkenswert ist das Rokoko-Säulenretabel mit elegant bewegten Figuren zweier weiblicher Heiliger. Es wurde wohl 1774 angefertigt.
- Die Pietà wurde um 1420 geschnitzt, die Fassung ist aus neuerer Zeit.